# Andrea Drews
Andrea Carrie Drews, coniugata Schumacher (Elkhart, 25 dicembre 1993), è una pallavolista statunitense, opposto della LOVB Madison.

## Biografia
Figlia di Michael e Carrie Drews, nasce a Elkhart, in Indiana. Ha un fratello di nome Derek, ex cestista alla Michigan State University, e una sorella di nome Erin. Nel 2012 si diploma alla Penn High School e in seguito studia turismo e ospitalità alla Purdue University.

## Carriera

### Club
La carriera di Andrea Annie Drews inizia nei tornei scolastici, partecipando prima con la Elkhart Central HS e poi con la Penn HS; parallelamente gioca anche a livello di club col Mizuno Gold e il Circle City. Terminate le scuole superiori, entra a far parte della squadra di pallavolo femminile della Purdue, con la quale prende parte alla Division I NCAA dal 2012 al 2015.
Nella stagione 2016 inizia la carriera professionistica, ingaggiata nella Liga de Voleibol Superior Femenino dalle Indias de Mayagüez e venendo inserita nella squadra delle stelle del torneo al termine del torneo. Nella stagione seguente è sempre a Porto Rico, ma con le Criollas de Caguas, aggiudicandosi lo scudetto.
Nel campionato 2017-18 approda nella Serie A1 Italiana con la neopromossa SAB di Legnano, interrompendo tuttavia il rapporto con la formazione lombarda nel dicembre 2017: nel gennaio 2018 viene ingaggiata dal Casalmaggiore, dove conclude l'annata. Si trasferisce quindi nella Sultanlar Ligi turca per il campionato seguente, dove veste la maglia del Beylikdüzü Vİ. 
Nella stagione 2019-20 si accasa in V.League Division 1, difendendo i colori delle JT Marvelous: nel corso del triennio trascorso con le  giapponesi, si aggiudica due scudetti consecutivi e una Coppa dell'Imperatrice, impreziosendo le sue prestazioni con diversi riconoscimenti individuali, tra cui quello di miglior giocatrice al termine del primo campionato. Nel gennaio 2023, dopo qualche mese di inattività, rientra in campo con la Megavolley, disputando la seconda parte della Serie A1 2022-23.
Per il campionato 2023-24 fa ritorno alle JT Marvelous, ottenendo un altro riconoscimento come miglior servizio e venendo inserita nel sestetto ideale del torneo. Torna poi in patria per partecipare alla prima edizione della League One Volleyball con la LOVB Madison, venendo inserita nella prima squadra delle LOVB Icons.

### Nazionale
Nel 2017 ottiene le prime convocazioni nella nazionale statunitense, con cui vince l'oro alla Coppa panamericana e il bronzo alla Grand Champions Cup. Un anno dopo conquista la medaglia d'oro alla Volleyball Nations League 2018, bissata nel 2019, quando viene anche eletta MVP del torneo. Sempre nel 2019 vince l'argento alla Coppa del Mondo, insignita del premio come miglior opposto, e al campionato nordamericano. Nel 2021 conquista nuovamente la medaglia d'oro alla Volleyball Nations League e ai Giochi della XXXII Olimpiade di Tokyo, mentre nel 2023 arriva l'argento al campionato nordamericano. Nel 2024 mette al collo la medaglia d'argento ai Giochi della XXXIII Olimpiade.

## Palmarès

### Club
- Campionato portoricano: 1

2017
- Campionato giapponese: 2

2019-20, 2020-21
- Coppa dell'Imperatrice: 1

2020

### Nazionale (competizioni minori)
- Coppa panamericana 2017

### Premi individuali
- 2015 - All-America Second Team
- 2016 - Liga de Voleibol Superior Femenino: All-Star Team
- 2019 - Volleyball Nations League: MVP
- 2019 - Coppa del Mondo: Miglior opposto
- 2020 - V.League Division 1: MVP
- 2020 - V.League Division 1: Miglior servizio
- 2020 - V.League Division 1: Sestetto ideale
- 2021 - V.League Division 1: Sestetto ideale
- 2022 - V.League Division 1: Miglior spirito combattivo
- 2022 - V.League Division 1: Sestetto ideale
- 2024 - V.League Division 1: Miglior servizio
- 2024 - V.League Division 1: Sestetto ideale
- 2025 - League One Volleyball: LOVB Icons First Team